# Heterorrhina flutschi
Heterorrhina flutschi är en skalbaggsart som beskrevs av Devecis 2008. Heterorrhina flutschi ingår i släktet Heterorrhina och familjen Cetoniidae. Utöver nominatformen finns också underarten H. f. yunnana.